# Фирма (фильм, 1989)
«Фирма» (англ. The Firm) — телевизионный художественный фильм, поставленный режиссёром Аланом Кларком. Фильм затрагивает тему околофутбольного насилия.

## Сюжет
Действие картины разворачивается на берегах Туманного Альбиона в преддверии проведения Чемпионата Европы по футболу 1988 года. Один из главарей хулиганствующей группировки клуба Вест Хэм Юнайтед пытается предпринять попытку объединить футбольные группировки Великобритании с целью выступления единым фронтом на околофутбольной сцене на предстоящем Европейском Чемпионате. Однако многие лидеры хулиганских банд расценивают этот шаг как попытку принижения их влияния в собственных бандах, и в этот момент насилие уже не остановить.

## В ролях
| Актёр             | Роль                 |
| ----------------- | -------------------- |
| Гэри Олдмен       | Клайв «Бекс» Бисселл |
| Лесли Мэнвилл     | Сью Бисселл          |
| Альберт Бенталл   | Сэмми Бисселл        |
| Фил Дэвис         | Йети                 |
| Эндрю Уайлд       | Гобой                |
| Чарлз Лосон       | Тригг                |
| Уильям Вандерпуйе | Эйтч                 |
| Джей Симпсон      | Доминик              |

## Награды
Фильм был признан лучшим телевизионным художественным фильмом на фестивале PRIX EUROPA в 1990 году.

## Ремейк
В 2009 году вышел одноимённый ремейк фильма.